# Équipe de France de football en 1921
Chronologie
Saison précédente Saison suivante
L'équipe de France joue cinq matches en 1921 pour quatre défaites et une victoire contre l'Angleterre. Pour la première fois dans son histoire, l'équipe de France parvient à battre son homologue anglaise. Auguste Bilot et Maurice Delanghe remplacent Roux et A. Duchenne au Comité de Sélection. Gaston Barreau (qui conserve ses fonctions de manager) en devient également membre.

## Les matchs
| Date             | Stade                                 | Adversaire         | Score | Comp | Buteurs français             |
| 8 février 1921   | Parc des Princes Paris, France        | Irlande            | D 1-2 | A    | Hugues (65e)                 |
| 20 février 1921  | Stade de l'Huveaune Marseille, France | Italie             | D 1-2 | A    | Devic (22e)                  |
| 6 mars 1921      | Parc Duden Bruxelles, Belgique        | Belgique           | D 1-3 | A    | Dewaquez (63ecf)             |
| 5 mai 1921       | Stade Pershing Paris, France          | Angleterre amateur | V 2-1 | A    | Dewaquez (6e) et Boyer (67e) |
| 13 novembre 1921 | Stade Pershing Paris, France          | Pays-Bas           | D 0-5 | A    | -                            |

A : match amical.

## Les joueurs
| Joueurs                                                         |    |    |    |    |    |
| Gardiens de but                                                 |    |    |    |    |    |
| Maurice Beaudier (CA Paris) (uniques sélections)                | 90 | 90 | 90 |    |    |
| Maurice Cottenet (Olympique de Paris)                           |    |    |    | 90 | 90 |
| Défenseurs                                                      |    |    |    |    |    |
| Lucien Gamblin (Red Star Club)                                  | 90 | 90 | 90 | 90 | 90 |
| Maurice Meyer (Red Star Club) (1reet dernière sélection)        | 90 |    |    |    |    |
| Eugène Langenove (Olympique de Paris) (uniques sélections)      |    | 90 | 90 |    |    |
| Milieux                                                         |    |    |    |    |    |
| Philippe Bonnardel (Red Star Club)                              | 90 | 90 | 90 | 90 | 90 |
| François Hugues (Red Star Club)                                 | 90 | 90 | 90 | 90 |    |
| Marcel Vanco (CA Paris) (dernières sélections)                  | 90 |    |    | 90 | 90 |
| Jean Batmale (Red Star Club) (4esélection)                      |    | 90 |    |    |    |
| Albert Jourda (Racing club de France/FC Cette)                  |    |    | 90 | 90 | 90 |
| Louis Mistral (Olympique de Paris) (3esélection)                |    |    |    |    | 90 |
| Attaquants                                                      |    |    |    |    |    |
| Jules Dewaquez (Olympique de Paris)                             | 90 | 90 | 90 | 90 | 90 |
| Raymond Dubly (RC Roubaix)                                      | 90 | 90 | 90 | 90 | 90 |
| Paul Nicolas (Red Star Club)                                    | 90 | 90 | 90 | 90 |    |
| Louis Darques (Olympique de Paris)                              | 90 |    |    |    | 90 |
| Paul Bloch (FC Mulhouse) (1reet dernière sélection)             | 90 |    |    |    |    |
| Henri Bard (CA Paris)                                           |    | 90 | 90 | 90 | 90 |
| Émilien Devic (Racing club de France) (9eet dernière sélection) |    | 90 |    |    |    |
| Antoine Rouches (Olympique de Paris) (1reet dernière sélection) |    |    | 90 |    |    |
| Jean Boyer (CASG Paris) (3esélection)                           |    |    |    | 90 |    |
| Édouard Macquart (AS Française) (1reet dernière sélection)      |    |    |    |    | 90 |